# Isabelle Magnien
Isabelle Magnien (ur. 10 października 1966) – francuska judoczka. Uczestniczka mistrzostw świata w 1993. Startowała w Pucharze Świata w latach 1989-1993 i 1995-1998. Złota medalistka mistrzostw Europy w drużynie w 1997 i srebrna w 1994. Wygrała igrzyska śródziemnomorskie w 1997, a także igrzyska frankofońskie w 1994 roku. Mistrzyni Francji w 1991, 1992, 1993, 1994 i 1995 roku.